# نان ورنون
نان ورنون ( انگلیسی: Nan Vernon؛ زادهٔ ۷ اکتبر ۱۹۶۷) خواننده در سبک آلترناتیو راک و نوازنده گیتار ارمنی‌تبار اهل کانادا است. وی از سال ۱۹۹۰ میلادی تاکنون مشغول فعالیت بوده‌است. وی به‌خاطر ارایه موسیقی تیتراژ پایانی فیلم‌های هالووین به کارگردانی راب زامبی سرشناس است.

## زندگی‌نامه
وی در ۷ اکتبر ۱۹۶۷ در تورنتو به دنیا آمد .

## گزیده فیلمشناسی
- هالووین (۲۰۰۷)
- هالووین ۲ (۲۰۰۹)